# Wireless LAN

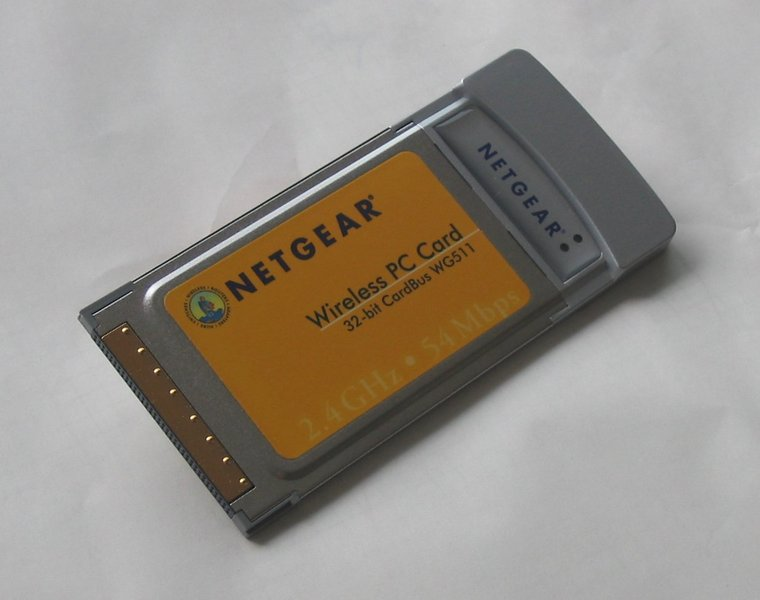
Een LAN-ontvanger

Wireless LAN (afgekort WLAN) is een draadloos local area network dat vaak ook toegang geeft tot internet, meestal gebaseerd op 802.11-protocollen.
Hiervoor zijn meerdere apparaten nodig. Via een apparaat met een draadloze adapter koppel je je aan een zogenaamd access point, een andere machine die signalen uitzendt. Heel wat commerciële access-points bevatten ook een router, switch en/of modem. Vandaar dat er ook gesproken wordt van een draadloze router of draadloze modem. Het access point werkt als een draadloze hub en is vaak weer aangesloten op een bekabeld netwerk. Dat netwerk is meestal via een modem, soms via een modem met routerfunctionaliteit met het internet verbonden. Een router verbindt computers, wanneer deze niet rechtstreeks aan elkaar gekoppeld zijn, op een indirecte wijze. Wanneer deze router tevens signalen via de kabel of telefoonlijn kan coderen en decoderen, beter gezegd moduleren en demoduleren, dan heeft deze ook de functionaliteit van een modem. Dikwijls wordt dan gezegd dat de router het netwerk verbindt met het internet terwijl juist het modemgedeelte van het apparaat dit doet. Bij bijvoorbeeld 'ethernet to the home' (etth) is het mogelijk dat de router de verbindende schakel vormt, echter niet veel mensen hebben dit. 
De 802.11-standaarden zelf bieden in principe geen encryptie in hun protocol, zodat alle informatie onversleuteld en direct leesbaar door de lucht reist. Toch kun je nog op verscheidene manieren versleuteling gebruiken:
- WEP (wordt niet langer veilig geacht. Door het verzamelen van veel berichten kan de afluisteraar de 'key' binnen een minuut reconstrueren)
- WPA
- WPA2

WPA en WPA2 worden vooralsnog veilig geacht. Net als bij WEP wordt er gewerkt met een 'key', maar deze wordt regelmatig automatisch 'vernieuwd' (renewal). 
Wireless LAN is vooral onder de term wifi bekend geworden. Een ander soort Wireless LAN-versie voor middelgroot publiek bereik is WiMAX; dit is in tegenstelling tot Wireless LAN geschikt voor openbaar gebruik in plaats van lokaal.